# Hikōtei jidai
Hikōtei jidai (飛行艇時代? lett. "L'era degli idrovolanti") è un manga di Hayao Miyazaki, completamente colorato ad acquerelli, su cui si basa il film anime Porco Rosso. È stato pubblicato nel 1989 su Model Graphix, una rivista mensile sui modellini, in tre parti, da cinque pagine ciascuno, e in seguito raccolto in volume unico da Dai Nippon Kaiga. Il manga è una manifestazione dell'amore di Miyazaki per i vecchi aeroplani.

## Differenze conPorco Rosso
Confrontato con la versione animata, il manga è molto più spensierato e allegro. Non viene mostrato il passato del protagonista, né appare il personaggio di Gina. Comunque la trama resta molto simile, anche se ampliata nella versione anime.
Nella battaglia tra Porco Rosso e Donald Chuck (nell'anime il personaggio viene chiamato Donald Curtiss), Miyazaki scrive "Se questo fosse un anime, voi ragazzi sareste tutti aggrappati alle vostre sedie. Sfortunatamente questo è solo un magazine sui modellini..." (in quel momento l'anime non era stato ancora annunciato).

## Trama
Parte prima
Porco Rosso salva una ragazza, molto simile a Fio, dalla Mamma Aiuto.
Parte seconda
Porco è stato colpito da Donald Chuck, rimanendo costretto a portare il proprio idrovolante a Milano, alla Piccolo SPA, per ripararlo. Lì conosce Fio, che lo ridisegna e migliora.
Parte Terza
Porco e Chuck si scontrano in una battaglia aerea per Fio e per l'orgoglio italiano.